# 美馬市立重清西小学校
美馬市立 重清西小学校（みましりつ しげきよにししょうがっこう）は、徳島県美馬市美馬町にあった公立小学校。

## 概要

### 基礎データ
所在地等
- 〒771-2107 徳島県美馬市美馬町字八幡115番地

## 沿革
- 1873年 - 竹ノ内小学校、谷口小学校を創設。
- 1884年 - 竹ノ内小学校、谷口小学校を統合し竹谷簡易小学校を設立。
- 1887年 - 重清尋常小学校と改称。
- 1921年 - 重清尋常高等小学校と改称。
- 1926年 - 重清西尋常高等小学校と改称。
- 1941年 - 重清西国民学校と改称。
- 1947年 - 重清西小学校と改称。
- 2005年 - 町村合併のため美馬市立重清西小学校となる。
- 2017年3月31日 - 美馬市立郡里小学校・美馬市立喜来小学校・美馬市立重清東小学校・美馬市立芝坂小学校と統合し美馬市立美馬小学校が開校するのに伴い閉校。